# سي قوجان دارسيني
سي قوجان دارسيني وهي قرية تقع في ناحية قوشتبة في قضاء سهل أربيل في محافظة أربيل شمال العراق.